# 2019年5月阿曼灣事件
2019年5月12日，四艘商船在阿曼湾富查伊拉海岸附近遭袭受损。涉事船只包括两艘沙特阿拉伯注册的油轮、一艘挪威注册油轮以及一艘阿联酋注册的燃料补给船。这些船只当时停泊在阿拉伯联合酋长国领海内，正于富查伊拉港进行船舶加油作业。 阿拉伯联合酋长国外交部通报称，这些船只遭遇了"蓄意破坏袭击"。 阿拉伯联合酋长国与美国、法国联合启动了调查程序。 初步调查评估认定，所有船只吃水线附近或下方出现的5至10英尺（1.5至3.0米）孔洞很可能是爆炸装置所致。
该事件发生时正值波斯湾地区美伊紧张局势不断升级之际，美国官员因此怀疑伊朗是袭击的幕后黑手。阿拉伯联合酋长国政府并未指控任何责任方，表示必须首先完成调查报告的最终定稿。 伊朗政府呼吁对该事件展开国际调查，称其可能是一起假旗行动。 美国指控伊朗的伊斯兰革命卫队（IRGC）对袭击事件"负有直接责任"。 由阿联酋主导的国际调查结果显示：袭击者采用精密协同的作战模式，快艇搭载的潜水员使用附着式水雷破坏船体，调查结论指出"国家行为体"最有可能是幕后黑手。 一个月后的2019年6月13日，类似事件再度发生。

## 背景
该事件发生时，伊朗、美国和沙特阿拉伯之间的紧张关系正处于高度紧张状态。2018年5月8日，美国退出与伊朗达成的联合全面行动计划，重新实施针对伊朗核计划的伊朗制裁。 作为回应，伊朗威胁要封锁霍尔木兹海峡的国际航运，此举将对全球石油市场产生重大影响。该海峡作为关键咽喉要道，承担着全球市场所需的大量石油出口运输。 随着对伊朗制裁的恢复，伊朗石油产量跌至历史新低，而沙特阿拉伯维持供应稳定，使市场未受影响。 唐纳德·特朗普提出就伊朗核计划与伊朗进行谈判，承诺达成解除制裁并帮助其经济复苏的协议。但他并未排除与伊朗发生军事冲突的可能性。 伊朗回应特朗普称，不会与美国进行任何谈判。
5月5日，美国国家安全顾问约翰·博尔顿宣布，鉴于情报显示伊朗涉嫌策划攻击该地区美军，美国将派遣“亚伯拉罕·林肯号”号CVN-72 (6)航母战斗群和四架B-52轰炸机前往中东，以此向伊朗传递"明确无误的警告信号"。以色列情报部门在事件发生前数日也曾警告美国，称伊朗意图袭击沙特船只。
事件发生前几天，美国曾警告称伊朗或其代理人可能袭击该地区海上船只，并部署海军力量以应对其所谓的"明确威胁迹象"。

### 动机
美国国务卿迈克·蓬佩奥称，此次事件由伊朗策划，目的是在美国试图终止伊朗原油出口之际推高油价。 伊朗否认这一指控，呼吁进行国际调查，并警告可能是栽赃行动。伊朗称此次袭击是以色列的"阴谋"，旨在引发军事反应。美国、伊朗和沙特均表态反对该地区发生军事冲突。油轮遇袭事件两天后，胡塞武装袭击了沙特通往延布的输油管道。这两条路线是沙特和阿联酋为规避伊朗此前封锁霍尔木兹海峡的威胁而开辟的替代石油出口通道。两起事件使观察人士推测伊朗伊斯兰革命卫队策划了这些袭击，既向海湾合作委员会国家传递"不惜造成经济损失"的信号，又展示其影响霍尔木兹海峡以外石油贸易的能力。

## 事件
2019年5月12日当地时间上午，亲真主党媒体灯塔电视台误报称七艘油轮在富查伊拉港发生爆炸。该报道迅速被伊朗新闻电视台等媒体转载。阿联酋否认港口发生爆炸事件，声明港口运转正常。阿联酋外交与国际合作部随后发布声明称，四艘位于该国领海外富查伊拉港附近的商船遭遇"破坏行动"。
其中一艘悬挂阿联酋国旗，一艘悬挂挪威国旗，另有两艘沙特油轮遭袭。事件未造成人员伤亡，也未引发原油或化学品泄漏。
沙特阿拉伯能源、工业和矿产资源大臣兼沙特阿美董事长哈立德·法利赫证实，受损船只中有两艘为沙特所属油轮。他补充说明："其中一艘当时正前往拉斯塔努拉港装载沙特原油，准备运往沙特阿美在美国的客户"。 涉事船只随后确认为沙特籍"阿尔马佐卡"号与"安贾德"号、阿联酋籍"A·米歇尔"号及挪威籍"安德烈亚·维多利亚"号。
挪威籍船只的管理公司托姆船舶管理报告称，该船在富查伊拉外海锚泊时"在吃水线位置遭不明物体撞击"。

## 调查

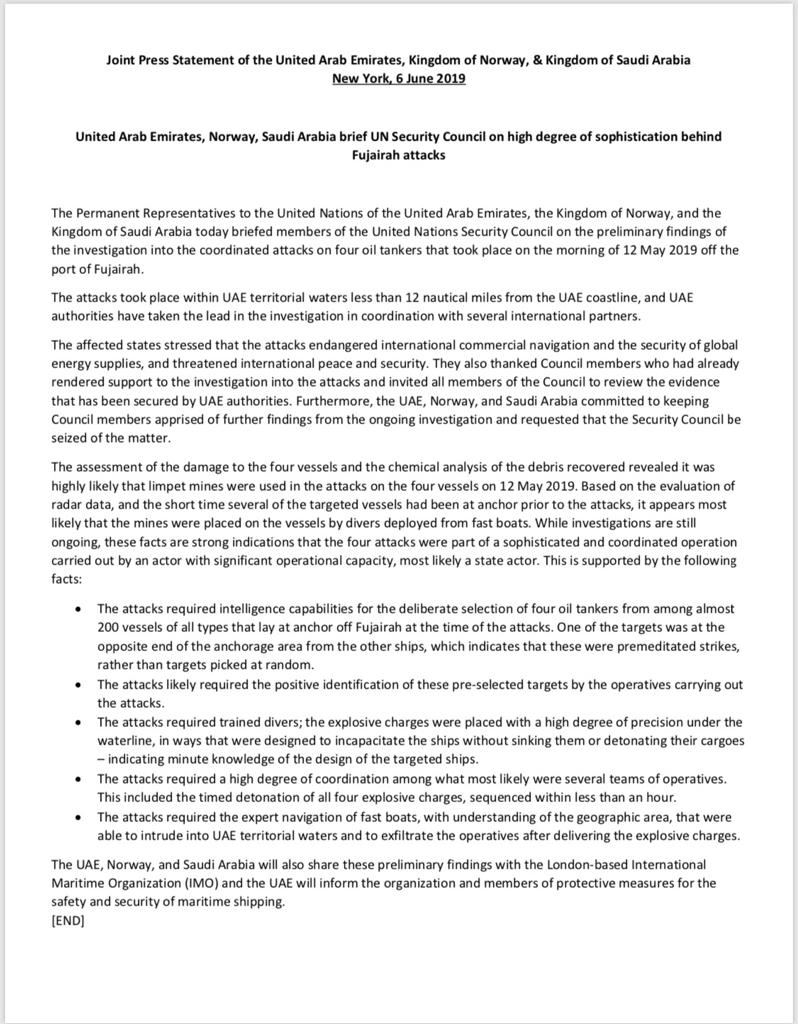
挪威、沙特阿拉伯与阿联酋三国于2019年6月6日就调查结果向联合国安理会提交联合新闻声明。

阿联酋请求美国协助开展调查以确定受损原因。评估显示所有船只吃水线附近或下方出现的1.5至3米孔洞可能由爆炸装置造成。负责评估爆炸事件的美国军事调查组在初步报告中指责伊朗或其支持的代理人发动了此次袭击。 美国向商船发布新警告，提醒防范中东地区针对船只的破坏行为。
阿联酋重申将"协同国内外机构"对该事件展开调查。 该事件发生时，美国与伊朗在中东地区的紧张局势正持续升级。 五角大楼向该地区派遣了航空母舰、爱国者导弹连及B-52轰炸机中队。 法国、挪威和沙特阿拉伯也加入了对损害原因的调查。 阿联酋表示，针对油轮袭击事件的联合调查将确保公正性。
挪威保险公司关于该事件的报告得出结论称，伊朗的伊斯兰革命卫队（IRGC）"极有可能"协助实施了这些袭击。
美国参谋长联席会议主任迈克尔·吉尔迪海军上将宣布，美国情报部门认定伊朗革命卫队对袭击事件"负有直接责任"。吉尔迪表示："我们高度确信这些袭击可追溯至伊朗最高领导层，我所提及的所有袭击事件均通过伊朗代理人或其武装力量实施。"
由阿拉伯联合酋长国主导的国际调查组对该事件展开调查。2019年6月6日，阿联酋常驻联合国代表团与沙特阿拉伯、挪威联合向联合国安全理事会提交的初步调查结论指出："有强烈迹象表明，四起袭击事件是具有重大行动能力的精密协同行动"。调查显示，袭击由多个行动小组以高度精准的方式实施。调查组评估了四艘船只的受损情况并对残骸进行化学分析，结论显示袭击"极可能"使用了帽贝水雷。声明称："水雷极可能由快艇部署的潜水员安装在船体上。"该判断基于现有雷达数据及遇袭前船只短暂锚泊的情况。调查确认这些水雷专为破坏船只设计，既不会导致沉没也不会引爆船载货物。提交安理会的声明指出："四起袭击是具有重大行动能力的行为体实施的精密协同行动，该行为体极可能是国家实体。"声明未指明具体嫌疑方。

## 后续影响

### 经济影响
事件发生后，石油价格每桶上涨超过1美元。沙特能源部长哈立德·法利赫表示，一艘沙特油轮正驶向沙特阿美公司在美国的客户，爆炸对船只结构造成严重损坏。 此外，迪拜和阿布扎比股票市场创下2019年最大跌幅，迪拜股市下跌4%，沙特市场下跌3.6%。
由于该事件，美国海事管理局（MARAD）向阿联酋沿海所有船只发布警报，警告可能遭遇"破坏行为"， 并建议"至少未来一周内"保持高度警惕。

### 美伊紧张局势升级
2019年5月15日，美国国务院下令美国驻巴格达大使馆和埃尔比勒领事馆的所有非紧急、非必要政府雇员撤离伊拉克，当时正值美国与伊朗在波斯湾地区的紧张局势加剧。 德国和荷兰暂停了在伊拉克的军事训练任务，同样援引了该地区与伊朗紧张局势升级的原因。

## 各方反应
阿拉伯国家联盟秘书长艾哈迈德·阿布·盖特发表声明称，这些行为是"对贸易和海上运输路线自由与完整的严重侵犯"，并表示阿拉伯国家联盟支持阿联酋和沙特阿拉伯"为维护其安全与利益所采取的一切措施"。
挪威、沙特阿拉伯和阿拉伯联合酋长国向联合国安理会提交联名信，通报中东地区商船遭袭事件。 2019年6月6日，阿联酋与沙特阿拉伯、挪威共同向联合国安理会提交的联合声明通报了国际调查结果，认定"国家行为体""极有可能"是袭击事件的幕后黑手，但未指明具体嫌疑对象。 伊朗外交部长穆罕默德·贾瓦德·扎里夫谴责联合国安理会与沙特阿拉伯、挪威和阿联酋于6月6日举行的会议。他在推文中指责摩萨德"捏造伊朗参与破坏行动的情报"。
阿拉伯联合酋长国外交事务国务部长安瓦尔·加尔加什表示，在海湾地区紧张局势升级后，阿联酋"致力于缓和局势"。加尔加什称："我们不会贸然行事...我们需要强调谨慎而非指责。我们一贯呼吁克制，并将继续坚持这一立场。"但他将近期海湾地区紧张局势升级归咎于"伊朗的行为"。 阿联酋政府未指明具体责任方。阿联酋外交部长阿卜杜拉·本·扎耶德·阿勒纳哈扬表示，调查证据显示油轮袭击事件系"国家支持行为"，相关证据已提交联合国安理会。
美国总统唐纳德·特朗普在破坏袭击事件发生后威胁伊朗将面临"大麻烦"。当被要求澄清"大麻烦"的含义时，特朗普回应称："你们可以自己琢磨。他们明白我的意思。" 美国总统国家安全事务助理约翰·R·博尔顿同样指控伊朗在阿联酋沿海船只遇袭事件中扮演关键角色，称伊朗"几乎可以确定"是袭击的幕后黑手。他在阿布扎比美国大使馆的简报会上对记者表示："你们觉得还有谁会这么做？难道是尼泊尔人？" 伊朗迅速驳斥了这些指控，外交部发言人将其描述为"荒谬可笑"，并称博尔顿是"好战分子"。
伊朗称其会袭击海上交通的说法"纯属无稽之谈"，并呼吁对该事件进行全面调查。 伊朗议会发言人将油轮袭击事件称为"以色列的恶作剧"。虽然伊朗未就该声明进一步阐述，但表示这是伊朗政府得出的结论。
沙特阿拉伯同期也遭遇了伊朗支持的也门胡塞武装对输油管道的袭击，该国呼吁召开海湾阿拉伯国家合作委员会（海合会）与阿拉伯国家联盟领导人紧急会议，讨论地区安全局势及近期"侵略行为及其后果"。沙特国务大臣阿德尔·朱拜尔表示，沙特正竭力避免地区战争，但已做好自卫准备。沙特指责伊朗企图破坏地区稳定，并敦促国际社会承担责任制止伊朗的行为。 海湾合作委员会与阿拉伯国家联盟成员国在麦加召开三场峰会，最终声明要求伊朗停止"干涉邻国内政"，并谴责德黑兰"对海上安全的威胁"。伊朗批评这些指控"毫无根据"，并指责沙特阿拉伯推行"美国和犹太复国主义"议程。 在挪威、沙特阿拉伯和阿联酋向联合国安理会提交联合声明后，沙特驻联合国大使阿卜杜拉·阿尔-穆阿利米指责伊朗称："我们相信伊朗应对此行为负责[且]我们毫无迟疑地作出这一声明。"
英国外交和联邦事务部发布声明指控伊朗策划了该事件，称"阿联酋主导的5月12日富查伊拉港附近四艘油轮遇袭调查显示，这是一次由国家行为体实施的精密行动。我们确信伊朗应对此次袭击负责"。针对一个月后发生的2019年6月阿曼湾事件，该部门另发声明表示其评估结论为"几乎可以确定伊朗军方分支——伊斯兰革命卫队——发动了6月13日的两艘油轮袭击。其他任何国家或非国家行为体均无合理作案可能"。

## 另请参阅
- 2002 Strait of Gibraltar terror plot
- June 2019 Gulf of Oman incident
- July 2021 Gulf of Oman incident
- August 2021 Gulf of Oman incident